# Учалинский сельсовет
Учалинский сельсовет — муниципальное образование в Учалинском районе Башкортостана.
Согласно Закону о границах, статусе и административных центрах муниципальных образований в Республике Башкортостан имеет статус сельского поселения.

## Состав сельсовета
- с. Учалы,
- д. Калканово,
- с. Ургуново,
- д. Сайтаково.

## Население
| 2002  | 2009  | 2010  | 2012  | 2013  | 2014  | 2015  |
| ----- | ----- | ----- | ----- | ----- | ----- | ----- |
| 7445  | ↗8028 | ↘7301 | ↗7371 | ↗7517 | ↗7722 | ↗7824 |
| 2016  | 2017  | 2018  |       |       |       |       |
| ↘7813 | ↘7729 | ↘7682 |       |       |       |       |